# メイハラ・フランチーニ
メイハラ・フランチーニ・ダ・シルバ（Mayhara Francini da Silva、1989年4月9日 - ）は、ブラジルの女子バレーボール選手。ポジションはミドルブロッカー。元ブラジル代表。

## 来歴

### クラブチーム
バウル出身。13歳のときに高身長だったこととスキルを評価されてバレーボールをはじめた。 2006年、Luso Bauruへ入団。2008/09シーズンはMackenzie/Cia do Ternoでプレーした。2010/11シーズンはオザスコでプレーし、ブラジル・スーパーリーガで準優勝した。2011/12シーズンはRio do Sulへ移籍し、1年間プレーした。2012/13シーズンからプライア・クルーベで2年間プレーしブラジル・スーパーリーガで5位となった。2014/15シーズンからはレクソーナ・アデスに移籍し、ブラジル・スーパーリーガでは2014/15、2015/16、2016/17シーズンで3度のタイトルを獲得した。2015～2017年の南米クラブ選手権で3連覇を果たした。2017年5月の世界クラブ選手権では銀メダルを獲得した。2018年2月の南米クラブ選手権で銀メダルを獲得し、自身はベストミドルブロッカー賞を受賞した。2019/20シーズンからはアソシアソン・ヴォレイ・バウルへ移籍し、2020/21シーズンのブラジル・スーパーリーガで4位となった。2021/22シーズンも同チームと契約し、ブラジルカップで優勝、スーパーリーガと南米クラブ選手権で3位となった。

### 代表チーム
2013年、ユニバーシアード代表としてロシアで開催されたユニバーシアード競技大会に出場し銀メダルを獲得した。2015年、シニア代表に初選出され、ワールドグランプリに出場し、銀メダル獲得した。

## 受賞歴
- 2018年　南米クラブ選手権　ベストミドルブロッカー賞

## 所属クラブ
- Luso Bauru（2006-2007年）
- Mackenzie/Cia do Terno（2008-2009年）
- オザスコ（2010-2011年）
- Rio do Sul（2011-2012年）
- プライア・クルーベ（2012-2014年）
- レクソーナ・アデス（2014-2019年）
- アソシアソン・ヴォレイ・バウル（2019-）